# Johann Klima
Johann Stefan "Hans" Klima (* 11. Februar 1900 in Wien, Österreich-Ungarn; † 5. Jänner 1946, in Wien, Österreich) war ein österreichischer Fußball-Nationalspieler. Der Stürmer begann seine Karriere bei der damals noch zweitklassigen SK Admira Wien und erlebte als Spieler den Aufstieg des Vereins bis zum Double-Gewinn. Zeitweise spielte er dabei mit seinem jüngeren Bruder Karl Klima, zu dessen Unterscheidung er auch Klima I genannt wurde, zusammen.

## Karriere
Hans Klima kam bei der Admira meist gemeinsam mit Ignaz Sigl am rechten Flügel zum Einsatz. Nachdem er mit der Mannschaft 1920 den Aufstieg in die Erstklassigkeit geschafft hatte, kämpfte er jedoch zwei Jahre lang mit seinem Verein gegen den Abstieg. Erst 1923 konnte Hans Klima mit dem 3. Platz in der Meisterschaft für eine positive Überraschung sorgen, er selbst kam sogar zu seinem Länderspieldebüt am 29. September 1923 gegen Ungarn gemeinsam mit dem Klubkollegen Johann Schierl. Bis zu einer weiteren Einberufung musste er allerdings bis 1926 warten, bei seinem dritten Einsatz im Nationalteam gegen die Schweiz beim 7:1-Kantersieg schoss er schließlich sein erstes Länderspieltor, scorte zudem auch im folgenden Länderspiel beim 3:1 gegen Schweden. 
Er kam dank dieser Leistungen zwar zunehmend häufiger in der Nationalmannschaft zum Einsatz, wurde aber zeitweise in die Läuferreihe zurückgestellt. Im Teamdress blieb er bis 1931 aktiv und wirkte unter anderem noch beim ehrenvollen 0:0 gegen den Lehrmeister England 1930 mit. Mit der Admira konnte Hans Klima indes 1927 erstmals die Meisterschaft vor dem BAC gewinnen. Er selbst wurde mit 19 Treffern Vizetorschützenkönig, stand allerdings im Schatten von Toni Schall, der mit 36 Toren die erste seiner fünf Torschützenkronen gewinnen konnte. Bereits ein Jahr später konnte der Stürmer den Sieg in der Meisterschaft wiederholen, dazu noch den Pokal im Finale gegen den WAC gewinnen. Drei Jahre sowie drei Vizemeistertitel später konnte er noch einmal mit seinem Verein 1932 das Double holen, gewann das Cupfinale erneut gegen den WAC. Nach seinem bereits vierten Meistertitel 1934 entschloss sich Hans Klima, seine lange Profikarriere zu beenden und als Spieltrainer zu den Wiener Rasensportfreunden zu wechseln. Als SC Austro Fiat Wien sollte der Klub bereits 1938 erstklassig sein. Er wurde am Jedleseer Friedhof bestattet.

## Erfolge
- 4 × Österreichischer Fußballmeister: 1927, 1928, 1932, 1934
- 3 × Österreichischer Vizemeister: 1929, 1930, 1931
- 2 × Österreichischer Cupsieger: 1928, 1932

- 11 Spiele und 3 Tore für die österreichische Fußballnationalmannschaft von 1923 bis 1931